# Фъншуйлин
Фъншуйлин или Цяншан (на китайски: 千山; на пинин: Qiān Shān) е планина в Североизточен Китай, в провинция Ляонин, разположена в крайната югозападна част на Манджуро-Корейските планини. По-голямата част от планината се простира на Ляодунския полуостров. Дължина от североизток на югозапад около 200 km, максимална височина връх Буюнинан 1132 m. Състои се от няколко паралелни хребета, преминаващи на югозапад в хълмове. Изградена е предимно от гранити и кристалинни шисти. Билните части на хребетите са остри, а склоновете им са силно разчленени от речни долини. Склоновете ѝ са заети от гори съставени от дъб и бор, с примеси от ела, жълта бреза, птича череша, амурски барбарис. Значителни територии са земеделски усвоени, заети с посеви от гаолян, царевица и др.